# Gulating

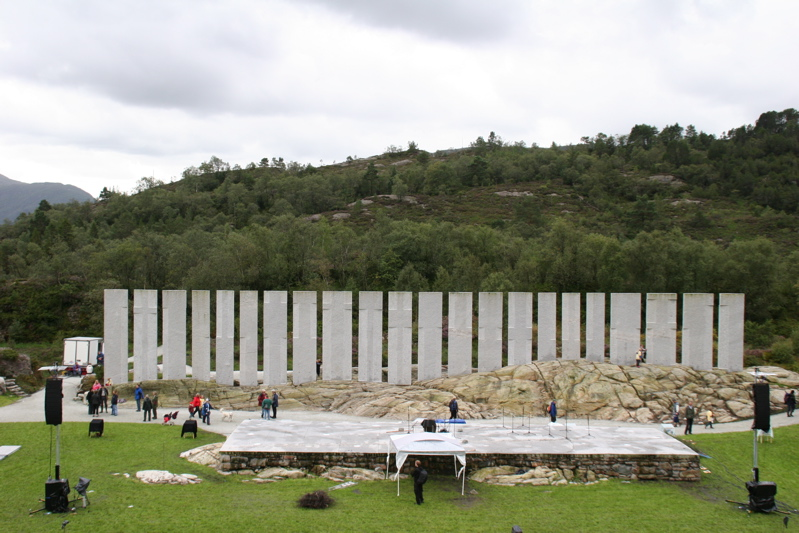
Monument de Bård Breivik al lloc de l'antic Gulating

Gulating o Gulathing (en nòrdic antic, Gulaþing) fou una de les institucions més importants de la història de Noruega. El nom es refereix ara tant a una de les primeres assemblees legislatives (thing) com a l'actual Tribunal de justícia a Noruega de l'oest. És la més antiga institució noruega, i deu el nom al fet que originàriament era emplaçada a Gulen en el moment en què s'establí com a institució, entre finals del s. IX i 930.
La pràctica de realitzar periòdicament assemblees entre els individus més influents es remunta als temps anteriors a la introducció de l'escriptura a Noruega, i s'establí quan el país s'unificà en un regne (900-1030). Aquestes assemblees funcionaven com un poder legislatiu i judicial, resolien disputes i dictaven lleis. El Gulating se celebrava a Gulen, al nord de Bergen, sobre la costa de l'oest de Noruega. Les seues lleis tenien vigència des de les valls interiors de Valdres i Hallingdal a l'est fins a les illes Fèroe a occident.
El Gulating va servir de model per a les assemblees legislatives de Noruega (Lagting), Islàndia (Alþingi) i les illes Fèroe (Løgting), territoris colonitzats per noruecs occidentals. Un manuscrit prou complet de les lleis del Gulating de mitjan segle xiii s'ha conservat fins ara en el Codex Ranzovianus (c. 1250), també manuscrit en el Ms.4° 681 de la Universitat de Copenhaguen.
Tot i que el Gulating no era una assemblea democràtica perquè no havia estat elegida pel poble, sí que representava els interessos d'un important nombre de persones que no formaven part de l'elit. Les lleis s'establien com un tipus de contracte social. Per exemple, una llei del Codex Ranzovianus afirma que:
«Cap de nosaltres prendrà els béns dels altres, ni farà justícia per la seua pròpia mà».
El Gulating i les altres antigues assemblees (Borgarting, Eidsivating i Frostating) s'uniren en una sola jurisdicció al final de l'era vikinga i el rei Magnus VI de Noruega ordenà per escrit la nova legislació (1263-1280). Aquestes assemblees feren de marc legal i institucional per als posteriors poders legislatiu i judicial, i romanen ara en funcionament com a tribunals superiors.

## Composició
Cap al segle X, el Gulating devia estar compost per agents escollits pel rei, molts dels quals també participaven en la legislació, així com clergues triats pel bisbe. Al seu moment més àlgid, cap al segle xi, el Gulating legislava des d'Agder fins a Sunnmøre; el componien sis fylki ('petits regnes') que enviaven 400 representants de terratinents al thing anual que es feia a Sognefjord. Al segle xii el nombre de representants se'n reduí a 246 i en segles posteriors a 146.

## Curiositats
Si un foraster furtava a un membre del Gulating, no hi havia infracció de les lleis i, per tant, tampoc càstig. La violència es penalitzava amb multes, que pagava no sols l'infractor, sinó també la seua família, una pràctica que diferencia el dret germànic del romà, en què la responsabilitat n'era individual. L'homicidi del primogènit es castigava amb una quota col·lectiva de 189 caps de bestiar, i la contribució de cada membre de la família de l'homicida estava ben establerta. Així, l'homicidi i les lesions físiques eren delictes prou cars.